# Elecciones parlamentarias de Noruega de 2005
El 12 de septiembre de 2005 se llevaron a cabo elecciones para elegir los 169 miembros del Storting, el parlamento de Noruega. Durante estas elecciones se eligieron representantes par cuatro escaños más que en las Elecciones parlamentarias anteriores. 
Se pudo votar por adelantado entre el 10 de agosto y el 9 de septiembre de 2005. Se depositaron 452.488 votos por adelantado, unos 52.000 menos que en 2001  (enlace roto disponible en Internet Archive; véase el historial, la primera versión y la última).. Las elecciones fueron ganadas por la oposición de centro-izquierda Coalición Roja y Verde, que obtuvo 87 escaños.
Sin embargo, en número de votos, la elección fue mucho más cerrada. Los tres partidos de la coalición de centro-izquierda obtuvieron 48,8 % de los votos, mientras que los votos combinados de los partidos de derecha llegan a 49,2 %. La discrepancia en los resultados viene de la forma como se asignan los escaños a las regiones, que aventaja las regiones más grandes de la parte norte del país, donde la izquierda ganó y penaliza las regiones agrícolas del sur en donde la izquierda es más débil.

## Resultados
La coalición Roja y Verde ganó 87 escaños, 44 por la coalición de gobierno y 38 por el partido del progreso. La participación fue de 76,6 % lo que representa un incremento de 1,5 % con respecto a las elecciones de 2001.
| Partido                                                        | Votos | Votos | Escaños | Escaños |
| -------------------------------------------------------------- | ----- | ----- | ------- | ------- |
| Partido                                                        | %     | ±     | total   | ±       |
| Partido Laborista (Arbeiderpartiet)                            | 32.7  | +8.4  | 61      | +18     |
| Partido Progreso (Fremskrittspartiet)                          | 22.1  | +7.4  | 38      | +12     |
| Partido Conservador (Høyre)                                    | 14.1  | −7.1  | 23      | −15     |
| Partido de la Izquierda Socialista (Sosialistisk Venstreparti) | 8.8   | −3.7  | 15      | −8      |
| Partido Demócrata Cristiano (Kristelig Folkeparti)             | 6.8   | −5.6  | 11      | −11     |
| Partido del Centro (Senterpartiet)                             | 6.5   | +0.9  | 11      | +1      |
| Partido Liberal (Venstre)                                      | 5.9   | +2.0  | 10      | +8      |
| Alianza Electoral Roja (Rød Valgallianse)                      | 1.2   | 0.0   | 0       | 0       |
| Partido de la costa (Kystpartiet)                              | 0.8   | −0.9  | 0       | −1      |
| Otros                                                          | 1.2   |       | 0       |         |
| Total                                                          | 100%  | 100%  | 169     | 169     |